# HD 163376
HD 163376 är en ensam stjärna belägen i den södra delen av stjärnbilden Skorpionen. Den har en högsta skenbar magnitud av ca 4,88 och är svagt synlig för blotta ögat där ljusföroreningar ej förekommer. Baserat på parallaxmätning inom Hipparcosuppdraget på ca 7,2 mas, beräknas den befinna sig på ett avstånd på ca 450 ljusår (ca 139 parsek) från solen. Den rör sig bort från solen med en heliocentrisk radialhastighet på ca 4 km/s.

## Egenskaper
HD 163145 är en röd till orange jättestjärna av spektralklass M0 III, som har förbrukat förrådet av väte i dess kärna och utvecklats bort från huvudserien. Den har en massa som är ca 1,1 solmassor, en radie som är ca 61 solradier och har ca 832 gånger solens utstrålning av energi från dess fotosfär vid en effektiv temperatur av ca 4 000 K.
HD 163145 är en misstänkt variabel stjärna av okänd typ, med en magnitud som uppmätts från 4,94 ner till 4,98.